# Alpha Yaya Diallo (musicien)
Pour les articles homonymes, voir Alpha Yaya Diallo, Yaya Diallo (homonymie) et Diallo.
Alpha Yaya Diallo, né à Conakry, est un guitariste, chanteur et auteur-compositeur canadien d'origine guinéenne.
Il intègre la riche tradition musicale guinéenne dans ses compositions originales. Diallo a remporté deux prix Juno, en a partagé un troisième et a été nommé trois fois encore.

## Biographie
Diallo est né à Conakry, la capitale de la Guinée. Lorsqu'il était jeune, il suivait son père, un médecin recherché dans tout le pays ; cela l'a exposé à une grande variété d'expériences culturelles, provenant à la fois des différents groupes ethniques de la Guinée elle-même et des pays voisins.
Lorsque la Guinée a obtenu son indépendance de la France en 1958, son premier président marxiste, Ahmed Sékou Touré, a lancé un programme culturel visant à la redécouverte et au soutien de « la musique, des arts, de la danse et des langues guinéennes ». Diallo a rappelé qu'« à l'époque, chaque famille comptait un membre qui était formé à la musique ». Il a commencé à jouer des percussions à l'école, mais a appris tout seul à jouer de la guitare dès son plus jeune âge entre 7 et 12 ans,  À l'Université de Conakry, il devient chef d'orchestre des Sons of Rais et effectue de nombreuses tournées avec eux dans toute l'Afrique de l'Ouest. Après avoir obtenu son diplôme, il se produit avec Love Systems, Kaloum Star et Sorsornet Rhythm.
Diallo s'est installé en Europe au milieu des années 1980, où il a travaillé notamment avec le groupe Fatala, qui jouait de la musique traditionnelle guinéenne et était associé au label de musique de Peter Gabriel,. Après de nombreuses tournées, Diallo s'est installé à Vancouver, en Colombie-Britannique, au Canada, en 1991,. En 1993, il sort son premier album solo, Nene, qui est nommé pour un prix Juno, tout comme son album Futur de 1996. Il remporte son premier Juno, pour The Message en 1999 dans la catégorie « Meilleur album de musique du monde », un deuxième en 2002 pour The Journey et partage un troisième en 2004 pour la compilation African Guitar Summit. Il a sorti Djama en 2005. Il a remporté le prix du meilleur artiste solo du monde lors de la première édition des Canadian Folk Music Awards en 2006. Il joue avec le guitariste ghanéen Pa Joe Diallo, Adam Solomo et Mighty Popo au African Guitar Summit,. En plus de la guitare, il joue également du balafon et du djembé. Son groupe de sauvegarde, depuis 1992, s'appelle Baffing.
Il a produit un film documentaire intitulé Best of Both Worlds, qui a été tourné en Afrique de l'Ouest, au Canada et en France,,.

## Discographie
- 1993 : Néné (Bafing Productions) – nomination pour un prix Juno[2]
- 1996 : Futur (Bafing Productions) – nomination pour un prix Juno[2]
- 1998 : The Message (Bafing Productions) – remporte le prix Juno du meilleur album mondial[2]
- 2001 : The Journey ( Jericho Beach Music ) – remporte le prix Juno du meilleur album mondial[2]
- 2004 : Collaboration avec l'African Guitar Summit (CBC Recordings) – a remporté le prix Juno dans la catégorie Meilleur album de musique du monde[11]
- 2005 : Djama (Jericho Beach Music) – nomination pour un prix Juno[2]
- 2010 : Immé (Jericho Beach Music)